# 下石町
下石町（おろしちょう）は、岐阜県土岐郡にあった町である。1955年2月1日に笠原町を除く土岐郡の8町村が合併し土岐市となる。現在の土岐市下石町地区。美濃焼の産地で徳利の生産を得意とする。

## 地理
- 河川：妻木川、下石川

## 歴史

### 沿革
- 1889年（明治22年）7月1日 - 町村制により下石村が村制施行。
- 1919年（大正8年）7月1日 - 下石村が町制施行し下石町となる。
- 1955年（昭和30年）2月1日 - 曽木村・泉町・駄知町・妻木町・土岐津町・肥田村・鶴里村と合併し土岐市となる。

土岐市への合併の経緯は、土岐市の合併の経過を参照

## 教育

### 高等学校
- 岐阜県立土岐商業高等学校陶南分校 （土岐商業高等学校の夜間定時制の分校。

### 中学校
- 町立下石中学校（1960年、妻木中学校と統合し土岐市立西陵中学校となる）

### 小学校
- 町立下石小学校（現・土岐市立下石小学校）

### 寺院
常福寺

## 交通
- 東濃鉄道駄知線（1974年、廃止）
  - 下石駅 - 山神駅